# Laurynas Birutis
Laurynas Birutis, né le 27 août 1997 à Šiauliai en Lituanie, est un joueur lituanien de basket-ball. Il évolue au poste de pivot.

## Biographie
Birutis est gaucher[pertinence contestée].
Birutis participe à quelques rencontres en première division lituanienne à la fin de la saison 2016-2017. Il commence la saison 2017-2018 en première division lituanienne avec le KK Šiauliai, où il est prêté par le Žalgiris Kaunas. Birutis finit meilleur joueur et meilleur jeune joueur de la compétition. Ses statistiques sont de 14,9 points, 7,3 rebonds et 1,3 contre par rencontre. Après cette très bonne saison, le Žalgiris récupère le joueur du prêt.
En février 2019, Birutis est opéré au genou et manque le reste de la saison.
Au mois de juillet 2020, il s'engage pour deux saisons à Obradoiro en première division espagnole.
En juin 2022, Birutis retourne au Žalgiris Kaunas où il signe un contrat de deux ans.

## Palmarès
- MVP du championnat de Lituanie 2018
- Meilleur marqueur du championnat de Lituanie 2018
- Meilleur rebondeur du championnat de Lituanie 2018
- Meilleur contreur du championnat de Lituanie 2018
- Finaliste du championnat d'Europe des 20 ans et moins 2016
- 3e du championnat d'Europe des 18 ans et moins 2015